# Mirosternus acutus
Mirosternus acutus là một loài bọ cánh cứng thuộc họ Ptinidae.